# Мала Легота
Мала Легота (словац. Malá Lehota) — село, громада округу Жарновиця, Банськобистрицький край, центральна Словаччина, регіон Теков. Кадастрова площа громади — 22,84 км².
Населення 860 осіб (станом на 31 грудня 2017 року).

## Історія
Мала Легота вперше згадується в 1388 році.

## Населення
| Рік:            | 1994. | 2004.    | 2014.    | 2024.    |
| --------------- | ----- | -------- | -------- | -------- |
| Кількість осіб: | 1166  | 1017     | 885      | 791      |
| Різниця:        |       | -12,77 % | -12,97 % | -10,62 % |

| Рік:            | 2023. | 2024.   |
| --------------- | ----- | ------- |
| Кількість осіб: | 812   | 791     |
| Різниця:        |       | -2,58 % |